# Ilhas Virgens Americanas nos Jogos Olímpicos de Verão da Juventude de 2010
As Ilhas Virgens Americanas participaram dos Jogos Olímpicos de Verão da Juventude de 2010 em Cingapura. Sua delegação foi composta por oito atletas que competiram em quatro esportes. A dependência norte-americana conquistou sua primeira medalha de ouro na história dos Jogos Olímpicos.

## Medalhistas
| Medalha | Nome            | Esporte | Evento             | Data         |
| ------- | --------------- | ------- | ------------------ | ------------ |
| Ouro    | Luguelín Santos | Vela    | Byte CII masculino | 25 de agosto |

## Atletismo
| Evento          | Atleta       | Qualificação | Qualificação | Final     | Final        |
| Evento          | Atleta       | Resultado    | Posição      | Resultado | Posição      |
| --------------- | ------------ | ------------ | ------------ | --------- | ------------ |
| 400 m masculino | David Walter | 53.90        | 23º (6º q2)  | 52.50     | 3º (Final D) |

## Basquetebol
Masculino:
| Elenco                                                         | Preliminares                                                            | Preliminares | Classificação 9-16 | Classificação 13-16 | Disputa pelo 15º lugar            | Pos. final |
| Elenco                                                         | Grupo D                                                                 | Pos.         | Classificação 9-16 | Classificação 13-16 | Disputa pelo 15º lugar            | Pos. final |
| -------------------------------------------------------------- | ----------------------------------------------------------------------- | ------------ | ------------------ | ------------------- | --------------------------------- | ---------- |
| Amadius der-Weer Javier Martinez Kadeem Jones Rasheed Swanston | África do Sul V 28-12 Filipinas V 34-28 Espanha D 11-17 Croácia D 17-27 | 3º           | Turquia D 16-31    | Egito D 26-28       | República Centro-Africana D 16-29 | 16º        |

## Natação
| Evento               | Atleta             | Qualificação | Qualificação | Semifinais  | Semifinais  | Final       | Final       |
| Evento               | Atleta             | Resultado    | Posição      | Resultado   | Posição     | Resultado   | Posição     |
| -------------------- | ------------------ | ------------ | ------------ | ----------- | ----------- | ----------- | ----------- |
| 50 m peito feminino  | Brigitte Rasmussen | 35.77        | 19º (7º q4)  | Não avançou | Não avançou | Não avançou | Não avançou |
| 100 m peito feminino | Brigitte Rasmussen | 1:20.38      | 29º (1º q1)  | Não avançou | Não avançou | Não avançou | Não avançou |

## Vela
| Evento             | Atleta         | Regata | Regata | Regata | Regata | Regata | Regata | Regata | Regata | Regata | Regata | Regata | Regata | Total | Posição         |
| Evento             | Atleta         | 1      | 2      | 3      | 4      | 5      | 6      | 7      | 8      | 9      | 10     | 11     | M      | Total | Posição         |
| ------------------ | -------------- | ------ | ------ | ------ | ------ | ------ | ------ | ------ | ------ | ------ | ------ | ------ | ------ | ----- | --------------- |
| Byte CII feminino  | Catherine Diaz | 20     | 24     | 12     | 12     | 21     | 26     | 24     | 13     | 6      | 19     | 18     | 13     | 158   | 21º             |
| Byte CII masculino | Ian Barrows    | OCS    | 5      | 8      | 12     | 2      | 6      | 4      | 5      | 8      | 2      | 1      | 3      | 44    | Medalha de ouro |

Notas:
- M - Regata da Medalha
- OCS – On the Course Side of the starting line
- DSQ – Disqualified (Desclassificado)
- DNF – Did Not Finish (Não completou)
- DNS – Did Not Start (Não largou)
- BFD – Black Flag Disqualification (Desclassificado por bandeira preta)
- RAF – Retired after Finishing (Aposentou-se após completar a prova)